# Mercury – Act 2
Mercury - Act 2 là album phòng thu thứ sáu của ban nhạc pop rock Imagine Dragons. Nó được phát hành vào ngày 1 tháng 7 năm 2022, thông qua Kidinakorner và Interscope Records. Đây là album tiếp nối album năm 2021 Mercury - Act 1. Album do Rick Rubin điều hành sản xuất. Cùng với việc phát hành, album được hợp nhất với Mercury - Act 1 và được phát hành dưới dạng album có tựa đề Mercury - Acts 1 & 2. Đĩa đơn chủ đạo của album này là "Bones", được phát hành vào ngày 11 tháng 3 năm 2022.

## Bối cảnh và quảng bá
Imagine Dragons phát hành album phòng thu thứ năm Mercury - Act 1 vào ngày 3 tháng 9 năm 2021. Sau khi phát hành, ban nhạc đã xác nhận rằng họ sẽ phát hành một album tiếp theo. Ban nhạc thông báo rằng Rick Rubin sẽ điều hành sản xuất album. Vào tháng 1 năm 2022, Dan Reynolds xác nhận rằng album đã "gần như hoàn thành". Trong một cuộc phỏng vấn được phát hành thông qua Apple Music vào cuối tháng 3, Reynolds nói rằng album này khác hẳn các album trước của họ và nói rằng album có sự ảnh hưởng từ hip hop.

## Mercury - Acts 1 & 2
Mercury - Acts 1 & 2 là một album tổng hợp giữa Mercury - Act 1 và Mercury - Act 2, được phát hành vào ngày 1 tháng 7 năm 2022. Album đôi này bao gồm đĩa đơn "Enemy" - một phần của Mercury - Act 1.